# Hermione hystricella
Hermione hystricella is een borstelworm uit de familie Aphroditidae. Hermione hystricella werd in 1836 voor het eerst wetenschappelijk beschreven door Milne Edwards in Cuvier.

## Kenmerken
Het lichaam van de worm bestaat uit een kop, een cilindrisch, gesegmenteerd lichaam en een staartstukje. De kop bestaat uit een prostomium (gedeelte voor de mondopening) en een peristomium (gedeelte rond de mond) en draagt gepaarde palpen, borstels en cirri.

## Leefwijze
H. hystricella leeft op de bodem van de zee. Hij kruipt rond met behulp van zijn borstels op zoek naar voedsel.
1. 1 2  Macron (1983). Encyclopedie Van Het Dierenrijk. Atrium, p. 18. ISBN 90-6113-334-3.